# Johannes Röring
Johannes Röring (nascido em 16 de maio de 1959) é um político alemão. Nasceu em Vreden, North Rhine-Westphalia, e representa a CDU. Johannes Röring é membro do Bundestag pelo estado da Renânia do Norte-Vestfália desde 2005.

## Vida
Ele tornou-se membro do Bundestag após as eleições federais alemãs de 2005. Ele é membro do Comité de Alimentação e Agricultura.